# Jennifer George
Jennifer George (Darvel, 9 april 1983) is een Schots wielrenster uit het Verenigd Koninkrijk. Ze begon in 2012 met wielrennen en werd in 2019 Schots kampioene op de weg.
George reed in 2016 voor Drops Cycling Team en in 2020 en 2021 voor de Braziliaanse wielerploeg Memorial Santos - Saddledrunk.
- Gemeinsame Normdatei: 1046085735
- Virtual International Authority File: 305928101
- WorldCat: E39PBJk969kWtpyBDFBxg4bPQq

Barnes · Boddy · Butler · Cameron · Coleman · Dickinson · Durrell · George · Massey · Osborne · Payton · Shaw · Simpson · Van Twisk · Womersley